# Michele Megale
Michele Megale (Nicosia, 7 gennaio 1930 – Trapani, 16 giugno 2021) è stato un politico italiano, già sindaco di Trapani.

## Biografia
Giovanissimo aderisce al Partito Nazionale Monarchico. Diviene consigliere comunale a Trapani per il PNM negli anni '50 e nel 1957 passa al Partito Liberale, con cui è anche assessore comunale . Nel 1968 aderisce alla Democrazia Cristiana. Nel dicembre 1980, da assessore DC, viene incriminato dal giudice Giangiacomo Ciaccio Montalto, ma viene assolto.
Più volte assessore comunale, è eletto sindaco di Trapani il 10 ottobre 1991. Nel 1993 riceve Papa Giovanni Paolo II in visita pastorale alla città. Resta consigliere comunale fino al giugno 1994.
È stato presidente del Luglio Musicale Trapanese, della municipalizzata dei trasporti urbani (SAU) e del Centro studi Giulio Pastore. Ha pubblicato diversi opuscoli sulla storia contemporanea trapanese 